# Historie.cs
Historie.cs je český publicistický cyklus, vysílaný Českou televizí od 3. září 2007. Zpočátku byl vysílán na stanici ČT2, posléze na ČT24. Věnuje se historickým událostem Česka a jeho dějinných předchůdců. Spoluautorem a prvním moderátorem byl Vladimír Kučera, který uváděl díly věnované zejména historii po roce 1918 (výjimečně také staršímu období). Po jeho smrti v roce 2019 převzal tato témata Přemysl Čech. Epizody zabývající se událostmi před rokem 1918 moderovala Marie Koldinská, která kvůli střetu zájmů v roce 2025 z pořadu odešla. Přemysla Čecha v moderaci doplnili Jakub Železný a Jiří Šesták.
V roce 2013 byli autoři cyklu oceněni Cenou Václava Havla za přínos díla občanské společnosti.

## Přehled odvysílaných dílů

### 2007
| Pořadí | Datum vysílání     | Název dílu                         | Odkaz do archivu ČT       |
| ------ | ------------------ | ---------------------------------- | ------------------------- |
| 1      | 3. září 2007       | Srpen 1969 – lámání páteře         | Spustit z videoarchivu ČT |
| 2      | 10. září 2007      | T. G. Masaryk – prezident na trůnu | Spustit z videoarchivu ČT |
| 3      | 17. září 2007      | Čeští šlechtici a nacismus         | Spustit z videoarchivu ČT |
| 4      | 24. září 2007      | Cesta k Únoru 1948                 | Spustit z videoarchivu ČT |
| 5      | 1. října 2007      | Dukla v krvi utopená               | Spustit z videoarchivu ČT |
| 6      | 8. října 2007      | Trabanty se valí do Prahy          | Spustit z videoarchivu ČT |
| 7      | 15. října 2007     | ČSR socialistická                  | Spustit z videoarchivu ČT |
| 8      | 22. října 2007     | Varšavská smlouva                  | Spustit z videoarchivu ČT |
| 9      | 29. října 2007     | Příběh znárodnění                  | Spustit z videoarchivu ČT |
| 10     | 5. listopadu 2007  | Vrahem je houslista                | Spustit z videoarchivu ČT |
| 11     | 12. listopadu 2007 | Přítel Izrael                      | Spustit z videoarchivu ČT |
| 12     | 19. listopadu 2007 | Sbohem Slovensko                   | Spustit z videoarchivu ČT |
| 13     | 26. listopadu 2007 | Podkarpatská Rus                   | Spustit z videoarchivu ČT |
| 14     | 3. prosince 2007   | Poraděnkové                        | Spustit z videoarchivu ČT |
| 15     | 10. prosince 2007  | Světlo pro Starce na chmelu        | Spustit z videoarchivu ČT |
| 16     | 17. prosince 2007  | Také vraždy přivítaly mír          | Spustit z videoarchivu ČT |

### 2008
| Pořadí | Datum vysílání     | Název dílu                                    | Odkaz do archivu ČT       |
| ------ | ------------------ | --------------------------------------------- | ------------------------- |
| 17     | 3. ledna 2008      | Osmašedesátý                                  | Spustit z videoarchivu ČT |
| 18     | 10. ledna 2008     | Zasloužil se nejen Masaryk                    | Spustit z videoarchivu ČT |
| 19     | 17. ledna 2008     | Ukradená půda                                 | Spustit z videoarchivu ČT |
| 20     | 24. ledna 2008     | StB po listopadu '89                          | Spustit z videoarchivu ČT |
| 21     | 31. ledna 2008     | Utečeme na chalupu                            | Spustit z videoarchivu ČT |
| 22     | 7. února 2008      | Škrt, škrt, škrt? Cenzura!                    | Spustit z videoarchivu ČT |
| 23     | 14. února 2008     | Druhá republika česko-slovenská               | Spustit z videoarchivu ČT |
| 24     | 21. února 2008     | Byl únor nevyhnutelný?                        | Spustit z videoarchivu ČT |
| 25     | 28. února 2008     | Od legií k armádě                             | Spustit z videoarchivu ČT |
| 26     | 6. března 2008     | Všude dobře, tak co tady                      | Spustit z videoarchivu ČT |
| 27     | 13. března 2008    | Březnová okupace                              | Spustit z videoarchivu ČT |
| 28     | 20. března 2008    | Mašínové                                      | Spustit z videoarchivu ČT |
| 29     | 27. března 2008    | Moravcové jako symbol okupace                 | Spustit z videoarchivu ČT |
| 30     | 3. dubna 2008      | Hlinka a Tiso – slovenští nacionalisté?       | Spustit z videoarchivu ČT |
| 31     | 10. dubna 2008     | Dva dokumenty, které pohnuly rokem 1968       | Spustit z videoarchivu ČT |
| 32     | 17. dubna 2008     | Hokej není jenom sport                        | Spustit z videoarchivu ČT |
| 33     | 24. dubna 2008     | Černobyl aneb Jak fungovala propaganda        | Spustit z videoarchivu ČT |
| 34     | 1. května 2008     | Volá Praha – 5. květen 1945                   | Spustit z videoarchivu ČT |
| 35     | 15. května 2008    | Experiment století aneb každý Čech akcionářem | Spustit z videoarchivu ČT |
| 36     | 22. května 2008    | Druhý odboj                                   | Spustit z videoarchivu ČT |
| 37     | 29. května 2008    | Měnová reforma                                | Spustit z videoarchivu ČT |
| 38     | 5. června 2008     | Vzestupy a pády sociální demokracie I         | Spustit z videoarchivu ČT |
| 39     | 12. června 2008    | Vzestupy a pády sociální demokracie II        | Spustit z videoarchivu ČT |
| 40     | 19. června 2008    | Nová vlna se starým obsahem                   | Spustit z videoarchivu ČT |
| 41     | 26. června 2008    | Rok 1968 – velké nedorozumění                 | Spustit z videoarchivu ČT |
| 42     | 3. července 2008   | Hospodářská krize                             | Spustit z videoarchivu ČT |
| 43     | 10. července 2008  | Masaryk a velká Pětka                         | Spustit z videoarchivu ČT |
| 44     | 17. července 2008  | Odboj třetí, protikomunistický                | Spustit z videoarchivu ČT |
| 45     | 24. července 2008  | Nepolitická politika – rozpad OF              | Spustit z videoarchivu ČT |
| 46     | 31. července 2008  | Studená válka a Marshallův plán               | Spustit z videoarchivu ČT |
| 47     | 7. srpna 2008      | Češi – národ ateistů?                         | Spustit z videoarchivu ČT |
| 48     | 16. srpna 2008     | Španěláci                                     | Spustit z videoarchivu ČT |
| 49     | 21. srpna 2008     | Srpen 1968 a svět                             | Spustit z videoarchivu ČT |
| 50     | 28. srpna 2008     | Židé za protektorátu a slovenského štátu      | Spustit z videoarchivu ČT |
| 51     | 4. září 2008       | Beneš – zasloužil se o stát?                  | Spustit z videoarchivu ČT |
| 52     | 11. září 2008      | Od mimořádného sjezdu k dubnovému plénu       | Spustit z videoarchivu ČT |
| 53     | 18. září 2008      | 1938 – opevnění a mobilizace                  | Spustit z videoarchivu ČT |
| 54     | 22. září 2008      | Domů do Říše aneb Sudety bez Čechů?           | Spustit z videoarchivu ČT |
| 55     | 29. září 2008      | Malé státy mezi velmocemi 1938–1948           | Spustit z videoarchivu ČT |
| 56     | 6. října 2008      | Legie a Československo po roce 1918           | Spustit z videoarchivu ČT |
| 57     | 13. října 2008     | Jan Masaryk                                   | Spustit z videoarchivu ČT |
| 58     | 23. října 2008     | Osudy 28. října                               | Spustit z videoarchivu ČT |
| 59     | 30. října 2008     | Cikáni jdou 20. stoletím                      | Spustit z videoarchivu ČT |
| 60     | 6. listopadu 2008  | Český lev a ruský medvěd                      | Spustit z videoarchivu ČT |
| 61     | 13. listopadu 2008 | Tobruk                                        | Spustit z videoarchivu ČT |
| 62     | 20. listopadu 2008 | Ekologové proti režimu                        | Spustit z videoarchivu ČT |
| 63     | 27. listopadu 2008 | Češi a Moravané                               | Spustit z videoarchivu ČT |
| 64     | 4. prosince 2008   | Církev pronásledovaná                         | Spustit z videoarchivu ČT |
| 65     | 11. prosince 2008  | Svoboda na Škroupově náměstí                  | Spustit z videoarchivu ČT |
| 66     | 18. prosince 2008  | Tunel do kapitalismu                          | Spustit z videoarchivu ČT |

### 2009
| Pořadí | Datum vysílání     | Název dílu                              | Odkaz do archivu ČT       |
| ------ | ------------------ | --------------------------------------- | ------------------------- |
| 67     | 3. září 2009       | Mor ho – Nad Tatrú sa blýska            | Spustit z videoarchivu ČT |
| 68     | 10. září 2009      | Čára, kde šlo o život                   | Spustit z videoarchivu ČT |
| 69     | 17. září 2009      | Trampové a paďouři                      | Spustit z videoarchivu ČT |
| 70     | 24. září 2009      | Obrana národa                           | Spustit z videoarchivu ČT |
| 71     | 1. října 2009      | Slováci versus Maďaři                   | Spustit z videoarchivu ČT |
| 72     | 8. října 2009      | Lex Schwarzenberg                       | Spustit z videoarchivu ČT |
| 73     | 15. října 2009     | Vražda na tyranovi není zločin          | Spustit z videoarchivu ČT |
| 74     | 22. října 2009     | Naše zlaté poklady, kam jste se poděly? | Spustit z videoarchivu ČT |
| 75     | 29. října 2009     | Pod Klémovou čepicí                     | Spustit z videoarchivu ČT |
| 76     | 5. listopadu 2009  | Těšínské jablko sváru                   | Spustit z videoarchivu ČT |
| 77     | 12. listopadu 2009 | Student Opletal a dělník Sedláček       | Spustit z videoarchivu ČT |
| 78     | 19. listopadu 2009 | Po Heyrovském potopa?                   | Spustit z videoarchivu ČT |
| 79     | 26. listopadu 2009 | Černí baroni a pétépáci                 | Spustit z videoarchivu ČT |
| 80     | 3. prosince 2009   | Spisovatelé – svědomí národa?           | Spustit z videoarchivu ČT |
| 81     | 10. prosince 2009  | Bratrství na věčné časy?                | Spustit z videoarchivu ČT |
| 82     | 17. prosince 2009  | Tajné společenství v Čechách – zednáři  | Spustit z videoarchivu ČT |

### 2010
| Pořadí | Datum vysílání     | Název dílu                                          | Odkaz do archivu ČT       |
| ------ | ------------------ | --------------------------------------------------- | ------------------------- |
| 83     | 7. ledna 2010      | Jak jsme se vyrovnali s minulostí                   | Spustit z videoarchivu ČT |
| 84     | 14. ledna 2010     | Volá Londýn                                         | Spustit z videoarchivu ČT |
| 85     | 21. ledna 2010     | Milice zvané lidové                                 | Spustit z videoarchivu ČT |
| 86     | 28. ledna 2010     | Případ Fierlinger                                   | Spustit z videoarchivu ČT |
| 87     | 4. února 2010      | Souboj titánů                                       | Spustit z videoarchivu ČT |
| 88     | 11. února 2010     | Olympijské politické hry                            | Spustit z videoarchivu ČT |
| 89     | 4. března 2010     | Československá železná opona                        | Spustit z videoarchivu ČT |
| 90     | 11. března 2010    | Valdštejn – génius, zrádce, nebo patron pragmatiků? | Spustit z videoarchivu ČT |
| 91     | 18. března 2010    | Pravá fronta proti Hradu                            | Spustit z videoarchivu ČT |
| 92     | 1. dubna 2010      | Divotvorný filmový kopec I                          | Spustit z videoarchivu ČT |
| 93     | 8. dubna 2010      | Divotvorný filmový kopec II                         | Spustit z videoarchivu ČT |
| 94     | 15. dubna 2010     | Protektorátní prezident                             | Spustit z videoarchivu ČT |
| 95     | 22. dubna 2010     | Morové rány na nás!                                 | Spustit z videoarchivu ČT |
| 96     | 6. května 2010     | Otevřte, gestapo                                    | Spustit z videoarchivu ČT |
| 97     | 27. května 2010    | Museli jsme si pomáhat                              | Spustit z videoarchivu ČT |
| 98     | 3. června 2010     | Vzpoura v Cholmondeley                              | Spustit z videoarchivu ČT |
| 99     | 10. června 2010    | Komunistická politická policie                      | Spustit z videoarchivu ČT |
| 100    | 17. června 2010    | Ležáky                                              | Spustit z videoarchivu ČT |
| 101    | 1. července 2010   | Nejkrásnější prezident                              | Spustit z videoarchivu ČT |
| 102    | 2. září 2010       | Partyzáni v českých luzích a hájích                 | Spustit z videoarchivu ČT |
| 103    | 9. září 2010       | Normalizační čistky                                 | Spustit z videoarchivu ČT |
| 104    | 16. září 2010      | Banderovci                                          | Spustit z videoarchivu ČT |
| 105    | 23. září 2010      | Svatý Václav v nesvaté době                         | Spustit z videoarchivu ČT |
| 106    | 30. září 2010      | A to byla ta krásná země                            | Spustit z videoarchivu ČT |
| 107    | 7. října 2010      | Konečné řešení – zapomenuté transporty              | Spustit z videoarchivu ČT |
| 108    | 14. října 2010     | Vlasti služ – tělo tuž                              | Spustit z videoarchivu ČT |
| 109    | 21. října 2010     | Demarkační linie                                    | Spustit z videoarchivu ČT |
| 110    | 28. října 2010     | Historie, služka politiky?                          | Spustit z videoarchivu ČT |
| 111    | 4. listopadu 2010  | Šarvátka na Bílé hoře                               | Spustit z videoarchivu ČT |
| 112    | 11. listopadu 2010 | Vyhnání ze středních Čech                           | Spustit z videoarchivu ČT |
| 113    | 18. listopadu 2010 | Sametové spiknutí?                                  | Spustit z videoarchivu ČT |
| 114    | 25. listopadu 2010 | Skaut, postrach totalit                             | Spustit z videoarchivu ČT |
| 115    | 2. prosince 2010   | Lidové soudy a popravy                              | Spustit z videoarchivu ČT |
| 116    | 9. prosince 2010   | Macecha a reformátor                                | Spustit z videoarchivu ČT |
| 117    | 16. prosince 2010  | Český fašismus                                      | Spustit z videoarchivu ČT |
| 118    | 23. prosince 2010  | Drahý uran                                          | Spustit z videoarchivu ČT |
| 119    | 30. prosince 2010  | Potápky, páskové a chuligáni                        | Spustit z videoarchivu ČT |

### 2011
| Pořadí | Datum vysílání     | Název dílu                                           | Odkaz do archivu ČT       |
| ------ | ------------------ | ---------------------------------------------------- | ------------------------- |
| 120    | 3. ledna 2011      | Benešovy dekrety                                     | Spustit z videoarchivu ČT |
| 121    | 10. ledna 2011     | Staré dobré pověsti české                            | Spustit z videoarchivu ČT |
| 122    | 17. ledna 2011     | Vlastenci a dobrodruzi                               | není v archivu            |
| 123    | 24. ledna 2011     | Národ československý?!                               | není v archivu            |
| 124    | 31. ledna 2011     | Lucemburkové na český trůn!                          | Spustit z videoarchivu ČT |
| 125    | 7. února 2011      | 77 000 do výroby                                     | Spustit z videoarchivu ČT |
| 126    | 14. února 2011     | Perestrojka                                          | Spustit z videoarchivu ČT |
| 127    | 21. února 2011     | Bedřich Reicin                                       | Spustit z videoarchivu ČT |
| 128    | 28. února 2011     | A proto lásku, lásku Stalinovi                       | Spustit z videoarchivu ČT |
| 129    | 7. března 2011     | Dynastie Baťů                                        | Spustit z videoarchivu ČT |
| 130    | 14. března 2011    | Co se četlo, nečetlo                                 | Spustit z videoarchivu ČT |
| 131    | 21. března 2011    | Krycí jméno Roman                                    | Spustit z videoarchivu ČT |
| 132    | 28. března 2011    | Normalizace                                          | Spustit z videoarchivu ČT |
| 133    | 4. dubna 2011      | Fučík – mýtus a skutečnost                           | Spustit z videoarchivu ČT |
| 134    | 11. dubna 2011     | Češi a Němci za 1. republiky                         | Spustit z videoarchivu ČT |
| 135    | 18. dubna 2011     | Jak sedláci u Chlumce                                | Spustit z videoarchivu ČT |
| 136    | 2. května 2011     | Češi na frontách 1. světové války                    | Spustit z videoarchivu ČT |
| 137    | 9. května 2011     | Když byli komunisté v opozici                        | Spustit z videoarchivu ČT |
| 138    | 16. května 2011    | Nekomunistická levice v komunistické době            | není v archivu            |
| 139    | 23. května 2011    | Křesťanská duše Přemysla Pittera                     | Spustit z videoarchivu ČT |
| 140    | 30. května 2011    | Petr Vok. V mlčení a naději.                         | Spustit z videoarchivu ČT |
| 141    | 6. června 2011     | Jiní Rusové                                          | Spustit z videoarchivu ČT |
| 142    | 13. června 2011    | Když útočil Torstenson                               | Spustit z videoarchivu ČT |
| 143    | 20. června 2011    | Češi potomci husitů                                  | Spustit z videoarchivu ČT |
| 144    | 29. srpna 2011     | Češi potomci Švejka                                  | Spustit z videoarchivu ČT |
| 145    | 5. září 2011       | Alexander Dubček                                     | Spustit z videoarchivu ČT |
| 146    | 12. září 2011      | Kladivo na čarodějnice                               | Spustit z videoarchivu ČT |
| 147    | 19. září 2011      | Českoslovenští letci na frontách 2. světové války    | Spustit z videoarchivu ČT |
| 148    | 26. září 2011      | Konrad Henlein a Wenzel Jaksch                       | Spustit z videoarchivu ČT |
| 149    | 3. října 2011      | Přátelé peníze                                       | Spustit z videoarchivu ČT |
| 150    | 10. října 2011     | Středověké tvrze                                     | Spustit z videoarchivu ČT |
| 151    | 17. října 2011     | Trest za odvahu                                      | Spustit z videoarchivu ČT |
| 152    | 24. října 2011     | Socialistický realismus                              | Spustit z videoarchivu ČT |
| 153    | 31. října 2011     | Disidenti                                            | Spustit z videoarchivu ČT |
| 154    | 7. listopadu 2011  | Odchody a návraty Židů                               | Spustit z videoarchivu ČT |
| 155    | 14. listopadu 2011 | USA zplodily Československo                          | Spustit z videoarchivu ČT |
| 156    | 21. listopadu 2011 | Politické procesy v 50. letech                       | Spustit z videoarchivu ČT |
| 157    | 28. listopadu 2011 | U Královýho Hradce                                   | Spustit z videoarchivu ČT |
| 158    | 5. prosince 2011   | Rozpad SSSR                                          | Spustit z videoarchivu ČT |
| 159    | 12. prosince 2011  | Tycho Brahe                                          | Spustit z videoarchivu ČT |
| 160    | 19. prosince 2011  | Vánoce za První republiky, protektorátu a dědy Mráze | Spustit z videoarchivu ČT |

### 2012
| Pořadí | Datum vysílání     | Název dílu                                       | Odkaz do archivu ČT       |
| ------ | ------------------ | ------------------------------------------------ | ------------------------- |
| 161    | 10. ledna 2012     | Havel a Wałęsa                                   | Spustit z videoarchivu ČT |
| 162    | 17. ledna 2012     | Jan Palach                                       | Spustit z videoarchivu ČT |
| 163    | 24. ledna 2012     | Jen když nejsi Hanka!                            | Spustit z videoarchivu ČT |
| 164    | 31. ledna 2012     | Naši chlupatí bližní                             | Spustit z videoarchivu ČT |
| 165    | 7. února 2012      | Nekupujte u židů cukr, kafe, mouku...            | Spustit z videoarchivu ČT |
| 166    | 14. února 2012     | Anežka Česká – princezna a světice               | Spustit z videoarchivu ČT |
| 167    | 21. února 2012     | Proč nás Spojenci bombardovali?                  | Spustit z videoarchivu ČT |
| 168    | 28. února 2012     | Jak Havlíček nechodil na led                     | Spustit z videoarchivu ČT |
| 169    | 6. března 2012     | Einstein v Praze                                 | Spustit z videoarchivu ČT |
| 170    | 13. března 2012    | Pohřby prezidentů                                | Spustit z videoarchivu ČT |
| 171    | 20. března 2012    | Kacířský filozof Jan Patočka                     | Spustit z videoarchivu ČT |
| 172    | 27. března 2012    | Babinský, Janeček a jiní graselové               | Spustit z videoarchivu ČT |
| 173    | 3. dubna 2012      | To by se za Masaryka stát nemohlo!?              | Spustit z videoarchivu ČT |
| 174    | 10. dubna 2012     | Jak církve k majetku přišly                      | Spustit z videoarchivu ČT |
| 175    | 17. dubna 2012     | Bůh, kníže, Morava                               | Spustit z videoarchivu ČT |
| 176    | 1. května 2012     | Dějiny Svátku práce                              | Spustit z videoarchivu ČT |
| 177    | 8. května 2012     | Kolik konců měla válka?                          | Spustit z videoarchivu ČT |
| 178    | 15. května 2012    | Maršálek Radecký, zachránce monarchie            | Spustit z videoarchivu ČT |
| 179    | 22. května 2012    | Drogy za rady Vacátka                            | Spustit z videoarchivu ČT |
| 180    | 29. května 2012    | Kolaps Velké Moravy                              | Spustit z videoarchivu ČT |
| 181    | 5. června 2012     | Invalidovna v Karlíně                            | Spustit z videoarchivu ČT |
| 182    | 12. června 2012    | Lidice – oběti a vrazi. Kdo vraždil v Lidicích?  | Spustit z videoarchivu ČT |
| 183    | 19. června 2012    | Skilling obhájce Československa                  | Spustit z videoarchivu ČT |
| 184    | 26. června 2012    | Husákova normalizace pevně svírala životy lid    | Spustit z videoarchivu ČT |
| 185    | 10. července 2012  | Praotec Sámo                                     | Spustit z videoarchivu ČT |
| 186    | 17. července 2012  | Olympijské fauly                                 | Spustit z videoarchivu ČT |
| 187    | 8. září 2012       | Revoluční rok 1848 – mýty a skutečnost           | Spustit z videoarchivu ČT |
| 188    | 15. září 2012      | Zapomenuté projekty                              | Spustit z videoarchivu ČT |
| 189    | 22. září 2012      | Exulanti XX. století                             | Spustit z videoarchivu ČT |
| 190    | 29. září 2012      | Zlatá bula sicilská                              | Spustit z videoarchivu ČT |
| 191    | 6. října 2012      | Konec západní civilizace                         | Spustit z videoarchivu ČT |
| 192    | 20. října 2012     | Pernštejnové                                     | Spustit z videoarchivu ČT |
| 193    | 27. října 2012     | Emil Kolben ČKD                                  | Spustit z videoarchivu ČT |
| 194    | 4. listopadu 2012  | Keltové                                          | Spustit z videoarchivu ČT |
| 195    | 10. listopadu 2012 | Žižkov                                           | Spustit z videoarchivu ČT |
| 196    | 17. listopadu 2012 | Zrod národa                                      | Spustit z videoarchivu ČT |
| 197    | 24. listopadu 2012 | Tisíc let knížete Oldřicha                       | Spustit z videoarchivu ČT |
| 198    | 1. prosince 2012   | Když komunisté vraždili komunisty                | Spustit z videoarchivu ČT |
| 199    | 8. prosince 2012   | Jiní Sudeťáci                                    | Spustit z videoarchivu ČT |
| 200    | 15. prosince 2012  | Lipany 30. květen 1434                           | Spustit z videoarchivu ČT |
| 201    | 22. prosince 2012  | Mariánský sloup na Staroměstském náměstí v Praze | Spustit z videoarchivu ČT |
| 202    | 29. prosince 2012  | Metla lidstva. Jak procházel alkohol dějinami    | Spustit z videoarchivu ČT |

### 2013
| Pořadí | Datum vysílání     | Název dílu                                                                            | Odkaz do archivu ČT       |
| ------ | ------------------ | ------------------------------------------------------------------------------------- | ------------------------- |
| 203    | 5. ledna 2013      | Národní zájem                                                                         | Spustit z videoarchivu ČT |
| 204    | 19. ledna 2013     | Vznik Pražského hradu                                                                 | Spustit z videoarchivu ČT |
| 205    | 26. ledna 2013     | Ferdinand Tyrolský                                                                    | Spustit z videoarchivu ČT |
| 206    | 2. února 2013      | Trpký osud Rudolfa Berana                                                             | Spustit z videoarchivu ČT |
| 207    | 9. února 2013      | Dobrou chuť za c. a k. monarchie                                                      | Spustit z videoarchivu ČT |
| 208    | 16. února 2013     | Umění a totalita                                                                      | Spustit z videoarchivu ČT |
| 209    | 23. února 2013     | Spravedlivá společnost                                                                | Spustit z videoarchivu ČT |
| 210    | 2. března 2013     | Voják Otakar Jaroš                                                                    | Spustit z videoarchivu ČT |
| 211    | 9. března 2013     | České modré punčochy                                                                  | Spustit z videoarchivu ČT |
| 212    | 16. března 2013    | České princezny                                                                       | Spustit z videoarchivu ČT |
| 213    | 23. března 2013    | První československý voják Milan Rastislav Štefánik                                   | Spustit z videoarchivu ČT |
| 214    | 30. března 2013    | Univerzita Karlova – 665 let vzdělání                                                 | Spustit z videoarchivu ČT |
| 215    | 6. dubna 2013      | Stoletá Jedle – lékař Rudolf Jedlička                                                 | Spustit z videoarchivu ČT |
| 216    | 13. dubna 2013     | Bramborová válka                                                                      | Spustit z videoarchivu ČT |
| 217    | 20. dubna 2013     | Pražské jaro – zmařená příležitost                                                    | Spustit z videoarchivu ČT |
| 218    | 27. dubna 2013     | Divoký západ do českých luhů                                                          | Spustit z videoarchivu ČT |
| 219    | 4. května 2013     | Revoluční, nebo rabovací gardy?                                                       | Spustit z videoarchivu ČT |
| 220    | 11. května 2013    | Plánování apokalypsy – jaderné zbraně u nás                                           | Spustit z videoarchivu ČT |
| 221    | 18. května 2013    | Cyril a Metoděj                                                                       | Spustit z videoarchivu ČT |
| 222    | 25. května 2013    | Dobrodružný život ministra                                                            | Spustit z videoarchivu ČT |
| 223    | 1. června 2013     | Bitva u Chlumce a Přestanova 1813                                                     | Spustit z videoarchivu ČT |
| 224    | 8. června 2013     | Věrná láska zvítězila                                                                 | Spustit z videoarchivu ČT |
| 225    | 15. června 2013    | Divoký odsun                                                                          | Spustit z videoarchivu ČT |
| 226    | 22. června 2013    | Neskončená válka                                                                      | Spustit z videoarchivu ČT |
| 227    | 29. června 2013    | Televize a politika                                                                   | Spustit z videoarchivu ČT |
| 228    | 6. července 2013   | Disident a prezident Václav Havel                                                     | Spustit z videoarchivu ČT |
| 229    | 7. září 2013       | Vyvraždění Slavníkovců                                                                | Spustit z videoarchivu ČT |
| 230    | 14. září 2013      | Důvěřuj, ale prověřuj                                                                 | Spustit z videoarchivu ČT |
| 231    | 21. září 2013      | Templáři. Rytíři i křesťanský řád                                                     | Spustit z videoarchivu ČT |
| 232    | 28. září 2013      | Zvon zrady. Jaký je pohled historiků na Mnichovskou dohodu 75 let od jejího podepsání | Spustit z videoarchivu ČT |
| 233    | 5. října 2013      | Staré časy nejstaršího řemesla                                                        | Spustit z videoarchivu ČT |
| 234    | 12. října 2013     | Národní divadlo nezhyne                                                               | Spustit z videoarchivu ČT |
| 235    | 19. října 2013     | Belle Époque                                                                          | Spustit z videoarchivu ČT |
| 236    | 28. října 2013     | Boží muka Karla Čapka                                                                 | Spustit z videoarchivu ČT |
| 237    | 2. listopadu 2013  | Češi ve wehrmachtu                                                                    | Spustit z videoarchivu ČT |
| 238    | 9. listopadu 2013  | Modrá krev a la française                                                             | Spustit z videoarchivu ČT |
| 239    | 16. listopadu 2013 | Úřednické vlády                                                                       | Spustit z videoarchivu ČT |
| 240    | 23. listopadu 2013 | Fotbal to je hra. Kopaná a její nefotbalové dějiny u nás                              | Spustit z videoarchivu ČT |
| 241    | 30. listopadu 2013 | Profesor Zdeněk Nejedlý                                                               | Spustit z videoarchivu ČT |
| 242    | 7. prosince 2013   | Naši dobří rodáci                                                                     | Spustit z videoarchivu ČT |
| 243    | 14. prosince 2013  | Zrození našich měst                                                                   | Spustit z videoarchivu ČT |
| 244    | 21. prosince 2013  | Už se rybník nahání                                                                   | Spustit z videoarchivu ČT |
| 245    | 28. prosince 2013  | Smlouva ČSR – SSSR 1943; pouto nebo objetí?                                           | Spustit z videoarchivu ČT |

### 2014
| Pořadí | Datum vysílání     | Název dílu                             | Odkaz do archivu ČT       |
| ------ | ------------------ | -------------------------------------- | ------------------------- |
| 246    | 4. ledna 2014      | 1914 – rok, kdy vypukla válka          | Spustit z videoarchivu ČT |
| 247    | 11. ledna 2014     | Olomouc a její univerzita              | Spustit z videoarchivu ČT |
| 248    | 18. ledna 2014     | Psohlavci                              | Spustit z videoarchivu ČT |
| 249    | 25. ledna 2014     | Jede poštovský pán                     | Spustit z videoarchivu ČT |
| 250    | 1. února 2014      | Jak to bylo s Vyšehradem               | Spustit z videoarchivu ČT |
| 251    | 8. února 2014      | Z bronzu, ze žuly, z kamene            | Spustit z videoarchivu ČT |
| 252    | 15. února 2014     | Hrabalovo století                      | Spustit z videoarchivu ČT |
| 253    | 22. února 2014     | Češi v sovětských gulazích             | Spustit z videoarchivu ČT |
| 254    | 1. března 2014     | Ferdinand V. Dobrotivý                 | Spustit z videoarchivu ČT |
| 255    | 8. března 2014     | Vraždění v Osvětimi                    | Spustit z videoarchivu ČT |
| 256    | 15. března 2014    | Češi a islám                           | Spustit z videoarchivu ČT |
| 257    | 22. března 2014    | Studenti proti totalitě                | Spustit z videoarchivu ČT |
| 258    | 29. března 2014    | Z Čech až na ten konec světa           | Spustit z videoarchivu ČT |
| 259    | 5. dubna 2014      | Náš první Habsburk                     | Spustit z videoarchivu ČT |
| 260    | 12. dubna 2014     | Tři králové                            | Spustit z videoarchivu ČT |
| 261    | 19. dubna 2014     | Hledači pokladů aneb mizející historie | Spustit z videoarchivu ČT |
| 262    | 26. dubna 2014     | Akce Kámen                             | Spustit z videoarchivu ČT |
| 263    | 3. května 2014     | Spojené město pražské                  | Spustit z videoarchivu ČT |
| 264    | 10. května 2014    | Mizející historická krajina            | Spustit z videoarchivu ČT |
| 265    | 17. května 2014    | 6. 6. 1944, Normandie                  | Spustit z videoarchivu ČT |
| 266    | 24. května 2014    | Karel Veliký                           | Spustit z videoarchivu ČT |
| 267    | 28. června 2014    | Tak nám zabili Ferdinanda              | Spustit z videoarchivu ČT |
| 268    | 13. září 2014      | První rok Velké války                  | Spustit z videoarchivu ČT |
| 269    | 20. září 2014      | Ráje kratochvíle                       | Spustit z videoarchivu ČT |
| 270    | 27. září 2014      | Staří Germáni                          | Spustit z videoarchivu ČT |
| 271    | 4. října 2014      | Fenomén chudoby                        | Spustit z videoarchivu ČT |
| 272    | 25. října 2014     | Vraťte nám vlasy!                      | Spustit z videoarchivu ČT |
| 273    | 1. listopadu 2014  | Akce Neptun                            | Spustit z videoarchivu ČT |
| 274    | 8. listopadu 2014  | Jak prohráli válku                     | Spustit z videoarchivu ČT |
| 275    | 15. listopadu 2014 | Kdybych to byl věděl…                  | Spustit z videoarchivu ČT |
| 276    | 22. listopadu 2014 | Turci na Moravě                        | Spustit z videoarchivu ČT |
| 277    | 29. listopadu 2014 | Nejznámější bratrovražda v Čechách     | Spustit z videoarchivu ČT |
| 278    | 6. prosince 2014   | Vídeňský kongres                       | Spustit z videoarchivu ČT |
| 279    | 13. prosince 2014  | Modli se a pracuj                      | Spustit z videoarchivu ČT |
| 280    | 20. prosince 2014  | Orwell 2014                            | Spustit z videoarchivu ČT |
| 281    | 27. prosince 2014  | Bylo – nebylo                          | Spustit z videoarchivu ČT |

### 2015
| Pořadí | Datum vysílání     | Název dílu                           | Odkaz do archivu ČT       |
| ------ | ------------------ | ------------------------------------ | ------------------------- |
| 282    | 3. ledna 2015      | Rok „0“ (Rok 1990)                   | Spustit z videoarchivu ČT |
| 283    | 10. ledna 2015     | Na sklonku války                     | Spustit z videoarchivu ČT |
| 284    | 17. ledna 2015     | Kepler                               | Spustit z videoarchivu ČT |
| 285    | 31. ledna 2015     | Snění o Rusku                        | Spustit z videoarchivu ČT |
| 286    | 7. února 2015      | Šifry mistra Jakuba                  | Spustit z videoarchivu ČT |
| 287    | 14. února 2015     | Dvě války, dvě sestry?               | Spustit z videoarchivu ČT |
| 288    | 21. února 2015     | Únos střední Evropy                  | Spustit z videoarchivu ČT |
| 289    | 28. února 2015     | Naši statní bratranci                | Spustit z videoarchivu ČT |
| 290    | 7. března 2015     | Poklady Jednoty bratrské             | Spustit z videoarchivu ČT |
| 291    | 14. března 2015    | Na železnici dějou se věci           | Spustit z videoarchivu ČT |
| 292    | 21. března 2015    | Hitlerův "dárek" Židům               | Spustit z videoarchivu ČT |
| 293    | 28. března 2015    | My měli kliku moc brzo               | Spustit z videoarchivu ČT |
| 294    | 4. dubna 2015      | Prušáci u Olomouce                   | Spustit z videoarchivu ČT |
| 295    | 11. dubna 2015     | Košice: Za námi Moskva               | Spustit z videoarchivu ČT |
| 296    | 18. dubna 2015     | Ferdinand Peroutka                   | Spustit z videoarchivu ČT |
| 297    | 25. dubna 2015     | Mesiáš Husák                         | Spustit z videoarchivu ČT |
| 298    | 2. května 2015     | Volá Praha!                          | Spustit z videoarchivu ČT |
| 299    | 9. května 2015     | Holubičí národ?                      | Spustit z videoarchivu ČT |
| 300    | 16. května 2015    | Budějce, Budweis, České Budějovice   | Spustit z videoarchivu ČT |
| 301    | 23. května 2015    | Proč upálili Mistra Jana?            | Spustit z videoarchivu ČT |
| 302    | 30. května 2015    | Tváře bojišť                         | Spustit z videoarchivu ČT |
| 303    | 6. června 2015     | Hus a Zikmund                        | Spustit z videoarchivu ČT |
| 304    | 21. srpna 2015     | 21. srpen v 21. století              | Spustit z videoarchivu ČT |
| 305    | 21. srpna 2015     | Pravdy a lži o srpnu 1968            | Spustit z videoarchivu ČT |
| 306    | 5. září 2015       | Švédové pod Špilberkem               | Spustit z videoarchivu ČT |
| 307    | 12. září 2015      | Santini, geniální i neznámý          | Spustit z videoarchivu ČT |
| 308    | 19. září 2015      | Jedeme na letní byt                  | Spustit z videoarchivu ČT |
| 309    | 26. září 2015      | Normalizovaná normalizace?           | Spustit z videoarchivu ČT |
| 310    | 3. října 2015      | Stěhování národů                     | Spustit z videoarchivu ČT |
| 311    | 10. října 2015     | Špilberk – žalář národů              | Spustit z videoarchivu ČT |
| 312    | 17. října 2015     | Hippokratés a ti ostatní             | Spustit z videoarchivu ČT |
| 313    | 24. října 2015     | Kde domov můj                        | Spustit z videoarchivu ČT |
| 314    | 31. října 2015     | Jak se zakazovaly knihy              | Spustit z videoarchivu ČT |
| 315    | 7. listopadu 2015  | Jednatřicátý případ majora Zemana    | Spustit z videoarchivu ČT |
| 316    | 15. listopadu 2015 | Ludvík Svoboda – Generál v obklíčení | Spustit z videoarchivu ČT |
| 317    | 21. listopadu 2015 | Jak přežili Lužičtí Srbové           | Spustit z videoarchivu ČT |
| 318    | 5. prosince 2015   | Kavárna nejen pražská                | Spustit z videoarchivu ČT |
| 319    | 12. prosince 2015  | Na Moravě krvi po kolena             | Spustit z videoarchivu ČT |
| 320    | 19. prosince 2015  | "Ti s kapucí"                        | Spustit z videoarchivu ČT |
| 321    | 26. prosince 2015  | In vino historia                     | Spustit z videoarchivu ČT |

### 2016
| Pořadí | Datum vysílání     | Název dílu                                  | Odkaz do archivu ČT       |
| ------ | ------------------ | ------------------------------------------- | ------------------------- |
| 322    | 2. ledna 2016      | Bludný královský rytíř                      | Spustit z videoarchivu ČT |
| 323    | 9. ledna 2016      | Naše pole, naše víra                        | Spustit z videoarchivu ČT |
| 324    | 16. ledna 2016     | Historie, v níž žijeme                      | Spustit z videoarchivu ČT |
| 325    | 23. ledna 2016     | Zapomínané strany, zapomenutí hrdinové      | Spustit z videoarchivu ČT |
| 326    | 30. ledna 2016     | Přísně tajné pravdy                         | Spustit z videoarchivu ČT |
| 327    | 6. února 2016      | Dobrý den, sudeťáci!                        | Spustit z videoarchivu ČT |
| 328    | 13. února 2016     | Jan Šverma – padouch, nebo hrdina?          | Spustit z videoarchivu ČT |
| 329    | 20. února 2016     | Za komunistů bylo líp                       | Spustit z videoarchivu ČT |
| 330    | 27. února 2016     | Naši „velcí“ zrádci                         | Spustit z videoarchivu ČT |
| 331    | 5. března 2016     | Zikmund Winter                              | Spustit z videoarchivu ČT |
| 332    | 12. března 2016    | Armáda fízlů                                | Spustit z videoarchivu ČT |
| 333    | 19. března 2016    | Konec Přemyslovců                           | Spustit z videoarchivu ČT |
| 334    | 26. března 2016    | Dějiny času                                 | Spustit z videoarchivu ČT |
| 335    | 2. dubna 2016      | Ve stínu Maharala                           | Spustit z videoarchivu ČT |
| 336    | 9. dubna 2016      | Náš chrám i naše tvrz                       | Spustit z videoarchivu ČT |
| 337    | 16. dubna 2016     | Byl pozdní večer                            | Spustit z videoarchivu ČT |
| 338    | 23. dubna 2016     | Rok 1956 – počátek zlomu?                   | Spustit z videoarchivu ČT |
| 339    | 30. dubna 2016     | Válka Čechů s Němci                         | Spustit z videoarchivu ČT |
| 340    | 7. května 2016     | Otec národa                                 | Spustit z videoarchivu ČT |
| 341    | 14. května 2016    | Je Karel IV. největší Čech?                 | Spustit z videoarchivu ČT |
| 342    | 21. května 2016    | „Sme majstri Európy.“                       | Spustit z videoarchivu ČT |
| 343    | 28. května 2016    | Jednooký vrah: K. H. Frank                  | Spustit z videoarchivu ČT |
| 344    | 4. června 2016     | Básníci Šumavy                              | není v archivu            |
| 345    | 10. září 2016      | Zlato a stříbro v českých dějinách          | Spustit z videoarchivu ČT |
| 346    | 17. září 2016      | Jak pasáčci rozpoutali průmyslovou revoluci | Spustit z videoarchivu ČT |
| 347    | 24. září 2016      | Mongolští nájezdníci na Moravě              | Spustit z videoarchivu ČT |
| 348    | 1. října 2016      | Proč se z pravdy a lásky staly nadávky      | Spustit z videoarchivu ČT |
| 349    | 15. října 2016     | Pravěk v nás                                | Spustit z videoarchivu ČT |
| 350    | 22. října 2016     | Křižáci bez křížů?                          | Spustit z videoarchivu ČT |
| 351    | 29. října 2016     | Jdi do Sudet!                               | Spustit z videoarchivu ČT |
| 352    | 5. listopadu 2016  | O posledních věcech člověka                 | Spustit z videoarchivu ČT |
| 353    | 12. listopadu 2016 | Opoziční kočkopes?                          | Spustit z videoarchivu ČT |
| 354    | 19. listopadu 2016 | František Josef, po 100 letech              | Spustit z videoarchivu ČT |
| 355    | 26. listopadu 2016 | Co Čech, to muzikant                        | Spustit z videoarchivu ČT |
| 356    | 3. prosince 2016   | Kardinál Beran, vězeň dvou totalit          | Spustit z videoarchivu ČT |
| 357    | 10. prosince 2016  | Jako ledňáček                               | Spustit z videoarchivu ČT |

### 2017
| Pořadí | Datum vysílání     | Název dílu                         | Odkaz do archivu ČT       |
| ------ | ------------------ | ---------------------------------- | ------------------------- |
| 358    | 7. ledna 2017      | Charta 77 jako princip             | Spustit z videoarchivu ČT |
| 359    | 14. ledna 2017     | Zpívejte lidičky, ty naše písničky | Spustit z videoarchivu ČT |
| 360    | 21. ledna 2017     | Hrdý Albion a my                   | Spustit z videoarchivu ČT |
| 361    | 28. ledna 2017     | Středověk v nás                    | Spustit z videoarchivu ČT |
| 362    | 4. února 2017      | Historie o historii                | Spustit z videoarchivu ČT |
| 363    | 11. února 2017     | Volyňáci                           | Spustit z videoarchivu ČT |
| 364    | 18. února 2017     | A je tu rok 1917                   | Spustit z videoarchivu ČT |
| 365    | 25. února 2017     | Historická paměť                   | Spustit z videoarchivu ČT |
| 366    | 4. března 2017     | Biografy, bomby, háknkrajce        | Spustit z videoarchivu ČT |
| 367    | 11. března 2017    | Zrod občana                        | Spustit z videoarchivu ČT |
| 368    | 18. března 2017    | Co dovede lež                      | Spustit z videoarchivu ČT |
| 369    | 25. března 2017    | Historie v zajetí fikce            | Spustit z videoarchivu ČT |
| 370    | 1. dubna 2017      | Návštěva osvíceného cara           | Spustit z videoarchivu ČT |
| 371    | 8. dubna 2017      | Císařský řez, Praha 25. 2. 1337    | Spustit z videoarchivu ČT |
| 372    | 15. dubna 2017     | Malý velký muž                     | Spustit z videoarchivu ČT |
| 373    | 22. dubna 2017     | Venkovské slasti a strasti         | Spustit z videoarchivu ČT |
| 374    | 29. dubna 2017     | Místo činu: Babice a okolí         | Spustit z videoarchivu ČT |
| 375    | 6. května 2017     | O co přicházejí básníci ...        | Spustit z videoarchivu ČT |
| 376    | 13. května 2017    | Marie Terezie – matka dynastie     | Spustit z videoarchivu ČT |
| 377    | 20. května 2017    | Římský král ze Špilberku           | Spustit z videoarchivu ČT |
| 378    | 27. května 2017    | Zborov – křest ohněm               | Spustit z videoarchivu ČT |
| 379    | 9. září 2017       | Na počátku byl hrášek              | Spustit z videoarchivu ČT |
| 380    | 16. září 2017      | Žítkovská magie                    | Spustit z videoarchivu ČT |
| 381    | 23. září 2017      | Mamuti a jejich lovci              | Spustit z videoarchivu ČT |
| 382    | 30. září 2017      | Svět se bál o život                | Spustit z videoarchivu ČT |
| 383    | 7. října 2017      | Věk rozumu na Moravě               | Spustit z videoarchivu ČT |
| 384    | 14. října 2017     | Římané na Moravě                   | Spustit z videoarchivu ČT |
| 385    | 4. listopadu 2017  | Kdyby nebylo VŘSR, nebylo by ani…  | Spustit z videoarchivu ČT |
| 386    | 11. listopadu 2017 | Smíření ve třetí generaci          | Spustit z videoarchivu ČT |
| 387    | 18. listopadu 2017 | Směr: pampa                        | Spustit z videoarchivu ČT |
| 388    | 25. listopadu 2017 | Mládež vede Brno                   | Spustit z videoarchivu ČT |
| 389    | 2. prosince 2017   | Martin Luther                      | Spustit z videoarchivu ČT |
| 390    | 9. prosince 2017   | Polsko čeká na Dubčeka             | Spustit z videoarchivu ČT |

### 2018
| Pořadí | Datum vysílání     | Název dílu                                    | Odkaz do archivu ČT       |
| ------ | ------------------ | --------------------------------------------- | ------------------------- |
| 391    | 6. ledna 2018      | Dobrý den, Československo                     | Spustit z videoarchivu ČT |
| 392    | 3. února 2018      | Tatíček Masaryk a děda Pilsudski              | Spustit z videoarchivu ČT |
| 393    | 3. února 2018      | Maastricht, Lisabon,...a ta naše EU           | Spustit z videoarchivu ČT |
| 394    | 10. února 2018     | České a moravské praparlamenty                | Spustit z videoarchivu ČT |
| 395    | 17. února 2018     | Proletáři českých zemí…                       | Spustit z videoarchivu ČT |
| 396    | 24. února 2018     | Bomby pro ministry                            | Spustit z videoarchivu ČT |
| 397    | 3. března 2018     | Po práci legraci                              | Spustit z videoarchivu ČT |
| 398    | 10. března 2018    | Boj o Hrad, ročník 1935                       | Spustit z videoarchivu ČT |
| 399    | 17. března 2018    | "Moravská Bílá hora"                          | Spustit z videoarchivu ČT |
| 400    | 24. března 2018    | My už byli i tenkrát                          | Spustit z videoarchivu ČT |
| 401    | 31. března 2018    | Cesty ve znamení kříže                        | Spustit z videoarchivu ČT |
| 402    | 8. dubna 2018      | Akční program KSČ                             | Spustit z videoarchivu ČT |
| 403    | 14. dubna 2018     | Plejtvák, bysty, výstřely… už 200 let         | Spustit z videoarchivu ČT |
| 404    | 21. dubna 2018     | Upíři z Čelákovic, Českého Krumlova i odjinud | Spustit z videoarchivu ČT |
| 405    | 28. dubna 2018     | Zorbové v Čechách a na Moravě                 | Spustit z videoarchivu ČT |
| 406    | 5. května 2018     | Život a smrt politických stran                | Spustit z videoarchivu ČT |
| 407    | 12. května 2018    | Umělá inteligence – sluha, nebo pán?          | Spustit z videoarchivu ČT |
| 408    | 19. května 2018    | Dveře všech běd                               | Spustit z videoarchivu ČT |
| 409    | 26. května 2018    | Bylo to fér?                                  | Spustit z videoarchivu ČT |
| 410    | 30. června 2018    | ... až nebudeš moci, Sokola zavolej!          | Spustit z videoarchivu ČT |
| 411    | 4. srpna 2018      | Aušvicate hi khér báro                        | Spustit z videoarchivu ČT |
| 412    | 20. srpna 2018     | Operace okupace                               | Spustit z videoarchivu ČT |
| 413    | 1. září 2018       | Husitský král z Kunštátu a Poděbrad           | Spustit z videoarchivu ČT |
| 414    | 8. září 2018       | Sůl nad zlato                                 | Spustit z videoarchivu ČT |
| 415    | 15. září 2018      | Na den svatého Rufa                           | Spustit z videoarchivu ČT |
| 416    | 22. září 2018      | Kroměřížský sněm                              | Spustit z videoarchivu ČT |
| 417    | 29. září 2018      | Slovácko sa nesúdí, ale odtrhává              | Spustit z videoarchivu ČT |
| 418    | 13. října 2018     | Tony Cermak z Chicaga (a ti druzí)            | Spustit z videoarchivu ČT |
| 419    | 20. října 2018     | „Jest převrat!“                               | Spustit z videoarchivu ČT |
| 420    | 27. října 2018     | První století republiky                       | Spustit z videoarchivu ČT |
| 421    | 3. listopadu 2018  | Chvála bláznovství                            | Spustit z videoarchivu ČT |
| 422    | 10. listopadu 2018 | I války mají svůj konec                       | Spustit z videoarchivu ČT |
| 423    | 17. listopadu 2018 | Komunismus made in ČSSR 1948–89               | Spustit z videoarchivu ČT |
| 424    | 24. listopadu 2018 | Císař Karel odchází                           | Spustit z videoarchivu ČT |
| 425    | 1. prosince 2018   | Papež odjinud a odsud                         | Spustit z videoarchivu ČT |
| 426    | 8. prosince 2018   | Vůdce národa, a nejen to                      | Spustit z videoarchivu ČT |
| 427    | 15. prosince 2018  | Čtyři stateční                                | Spustit z videoarchivu ČT |